# Semur-en-Vallon
Semur-en-Vallon település Franciaországban, Sarthe megyében. Lakosainak száma 432 fő (2022. január 1.). Semur-en-Vallon Berfay, Conflans-sur-Anille, Coudrecieux, Montaillé, Dollon, Lavaré és Vibraye községekkel határos.

## Népesség
A település népessége az elmúlt években az alábbi módon változott:
| Lakosok száma | 441  | 439  | 452  | 447  | 444  | 441  | 438  | 433  | 432  |
|               | 2013 | 2015 | 2016 | 2017 | 2018 | 2019 | 2020 | 2021 | 2022 |